# Ortheziola vietnamiensis
Ortheziola vietnamiensis är en insektsart som beskrevs av Ferenc Kozár och Konczné Benedicty 2001. Ortheziola vietnamiensis ingår i släktet Ortheziola och familjen vaxsköldlöss.
Artens utbredningsområde är Vietnam. Inga underarter finns listade i Catalogue of Life.